# Jillian Rose Reed
Jillian Rose Reed (ur. 20 grudnia 1991 w Hollywood, Floryda) – amerykańska aktorka filmowa i telewizyjna.
Najbardziej znana z roli Tamary z serialu młodzieżowego MTV – Inna. Wcześniej wystąpiła również w innych serialach jak Zoey 101, Super ninja, Para królów i wielu innych.

## Filmografia

### Filmy
| Rok  | Tytuł                       | Rola        | Notatka |
| ---- | --------------------------- | ----------- | ------- |
| 2012 | Moje superkrwawe urodziny 3 | Sienna      | film    |
| 2013 | Era dinozaurów              | Jade Jacobs |         |

### Seriale
| Rok       | Tytuł        | Rola                        | Notatka                                                 |
| --------- | ------------ | --------------------------- | ------------------------------------------------------- |
| 2008      | Zoey 101     | dziewczyna #3               | "Rumor of Love" (sezon 4, odcinek 4)                    |
| 2008–2009 | Trawka       | Simone                      | 7 odcinków                                              |
| 2009      | Wyposażony   | Tracie, szczupła dziewczyna | "The Pickle Jar" (sezon 1, odcinek 4)                   |
| 2010      | Community    | Kelly Cortlandt             | "The Art of Discourse" (sezon 1, odcinek 22)            |
| 2010      | Pępek świata | Shannon                     | "Errand Boy" (sezon 2, odcinek 8)                       |
| od 2011   | Inna         | Tamara                      | główna rola                                             |
| 2011      | Para królów  | Tessa                       | "The One About Mikayla's Friends" (sezon 2, odcinek 16) |
| 2013      | Super ninja  | Gina / Wallflower           | "Wallflower" (sezon 2, odcinek 10)                      |